# Paulo Romano

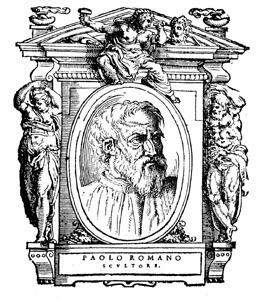
Gravura da obra de Giorgio Vasari (1568).

Paulo Romano (1431?–1505?; em italiano:  Paolo Romano), conhecido também como Paulo Tuccone (em italiano:  Paolo di Mariano di Tuccio Taccone), foi um escultor e ourives italiano do início do Renascimento. Giorgio Vasari, em sua "As Vidas dos mais Excelentes Pintores, Escultores e Arquitetos", conta que Paulo era uma pessoa modesta cujas esculturas eram muito superiores às de seu pretensioso contemporâneo Mino del Reame.
Os Museus Vaticanos e Sant'Andrea della Valle, em Roma, abrigam várias esculturas de Paulo Romano, que tinha entre seus discípulos Giovanni Cristoforo Romano.